# Chêne d’Allouville

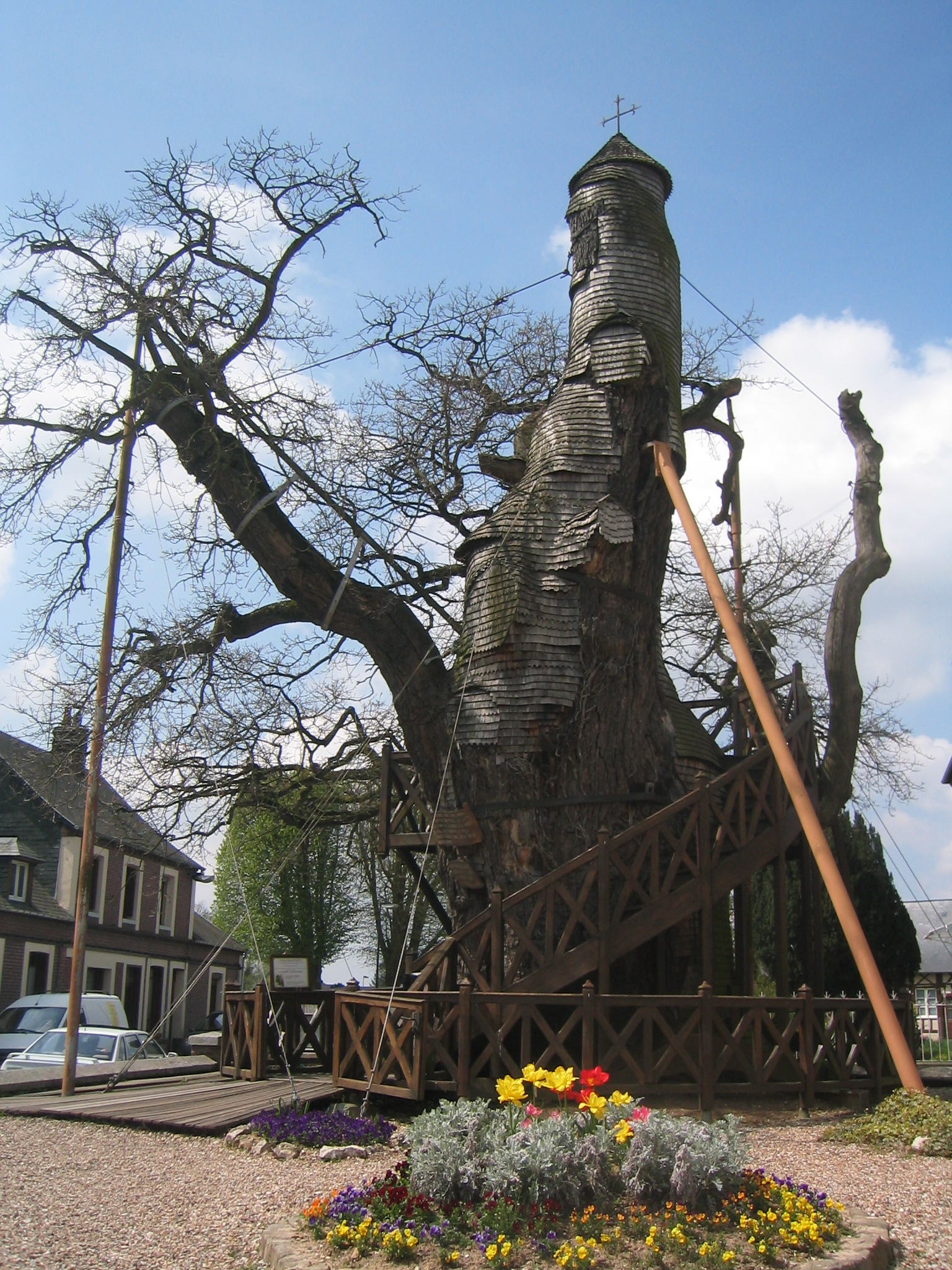
Die Eiche von Allouville

Die Chêne d’Allouville (deutsch Eiche von Allouville) oder Chêne-chapelle (Eichen-Kapelle) genannte Stieleiche ist ein bemerkenswertes Baumexemplar in der französischen Gemeinde Allouville-Bellefosse im westfranzösischen Département Seine-Maritime (Région Normandie). Sie wird je nach Quelle auf ein Alter von 800 bis 1.200 Jahren geschätzt. Der Umfang beträgt einen Meter über dem Erdboden 15 m, die Höhe 18 m.
Die Besonderheit des mit Stützen versehenen hohlen Baumes, dessen Stamm teilweise mit Schindeln bedeckt ist, sind die zwei seit 1696 in seinem Inneren übereinander eingerichteten kleinen Räume, von denen der untere unter dem Patrozinium „Notre-Dame-de-la-Paix“ (Unsere Liebe Frau vom Frieden) als Kapelle dient, der obere als Eremitenbehausung ausgestaltet ist. In beiden Räumen befindet sich je ein kleiner Altar. Der Zugang erfolgt über eine um den Stamm gewundene hölzerne Treppe.
Das im Jahr 1932 als „monument historique“ klassifizierte und damit unter Denkmalschutz stehende Kulturdenkmal wird jährlich von etwa 30.000 bis 40.000 Pilgern und Neugierigen aufgesucht. Die höchsten Besucherzahlen werden anlässlich der Ehrung der Jungfrau Maria am Himmelfahrtstag, dem 15. August, verzeichnet.

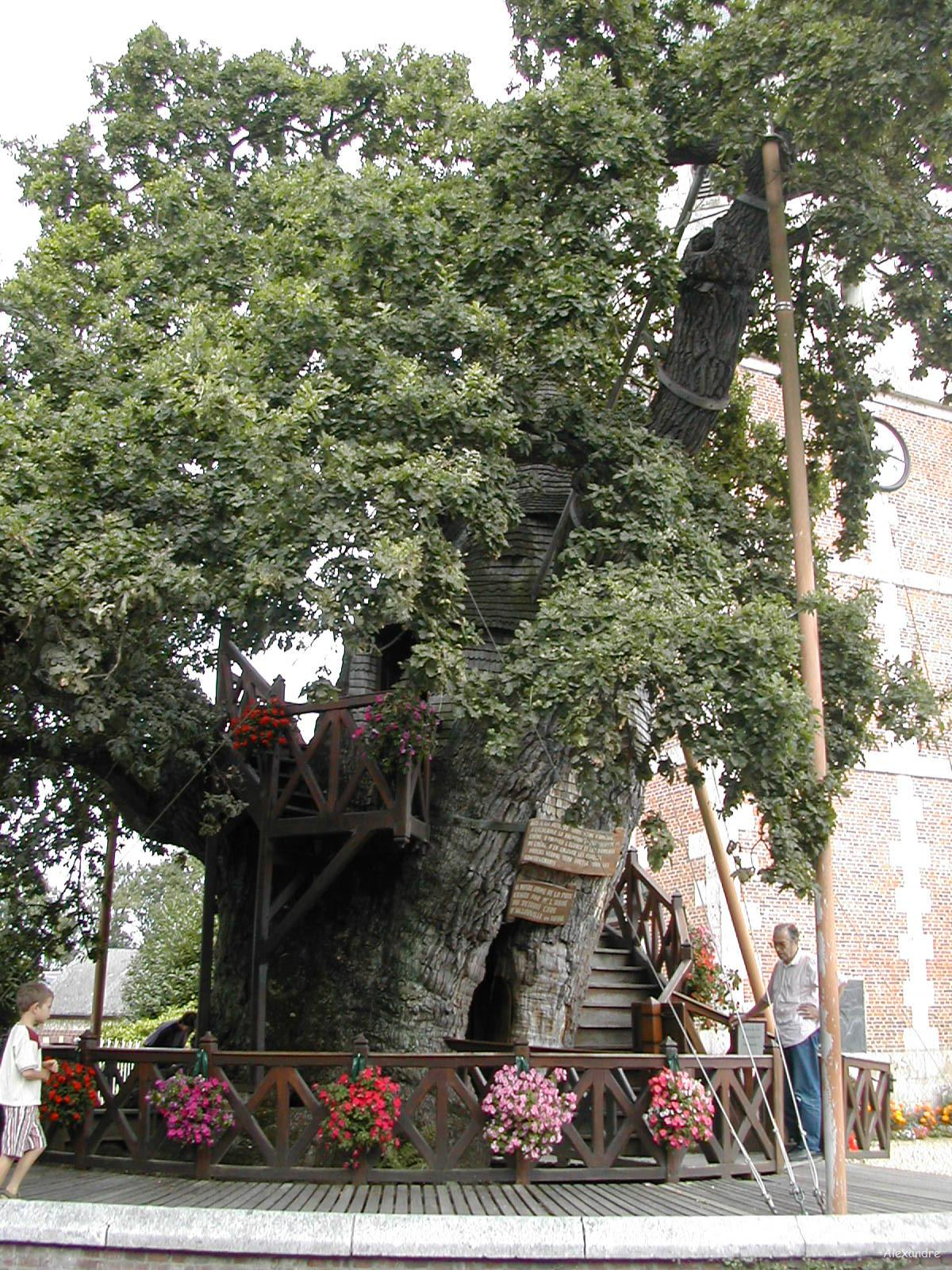
Größenbezug Mensch
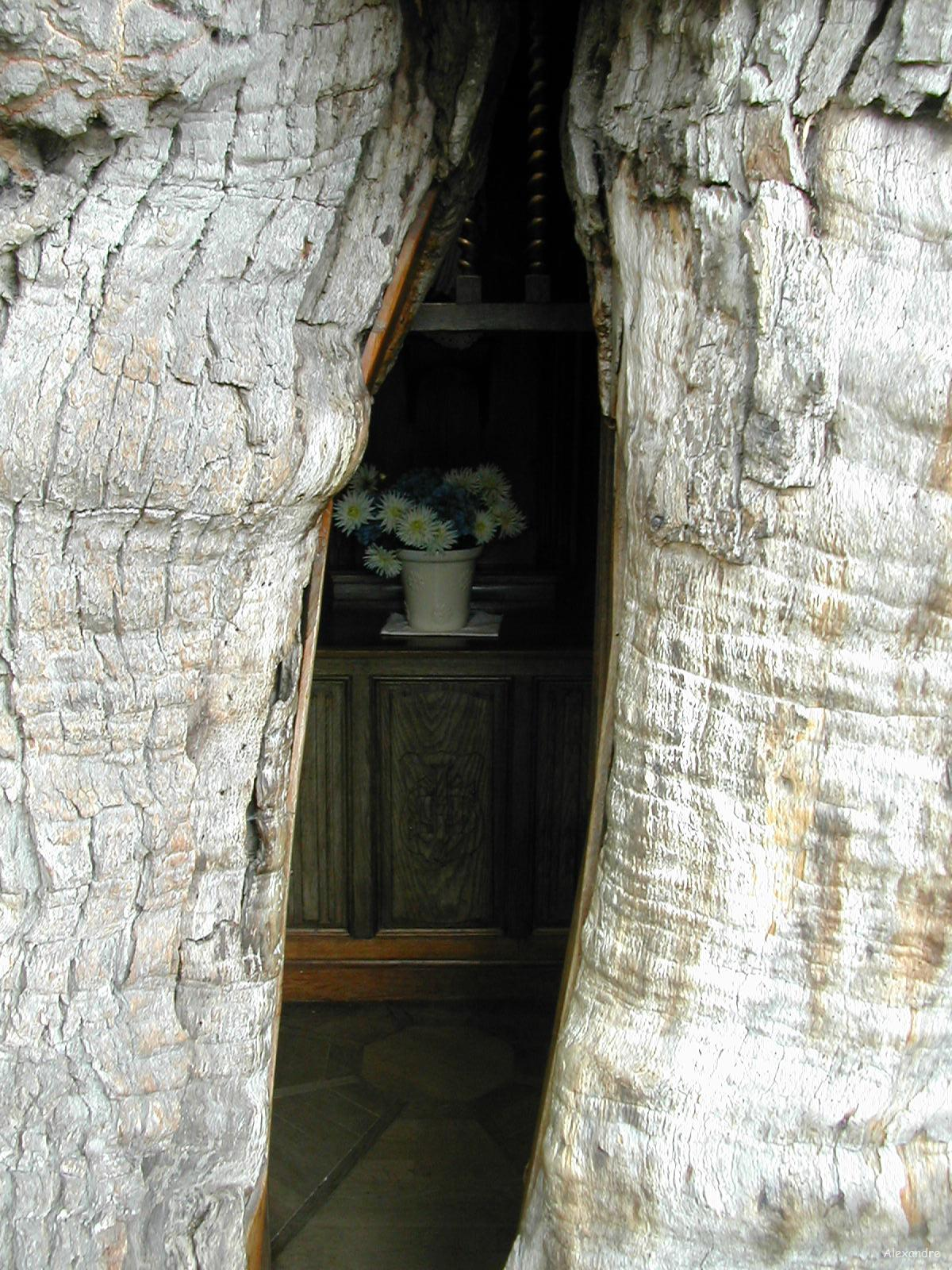
Blick ins Stamminnere
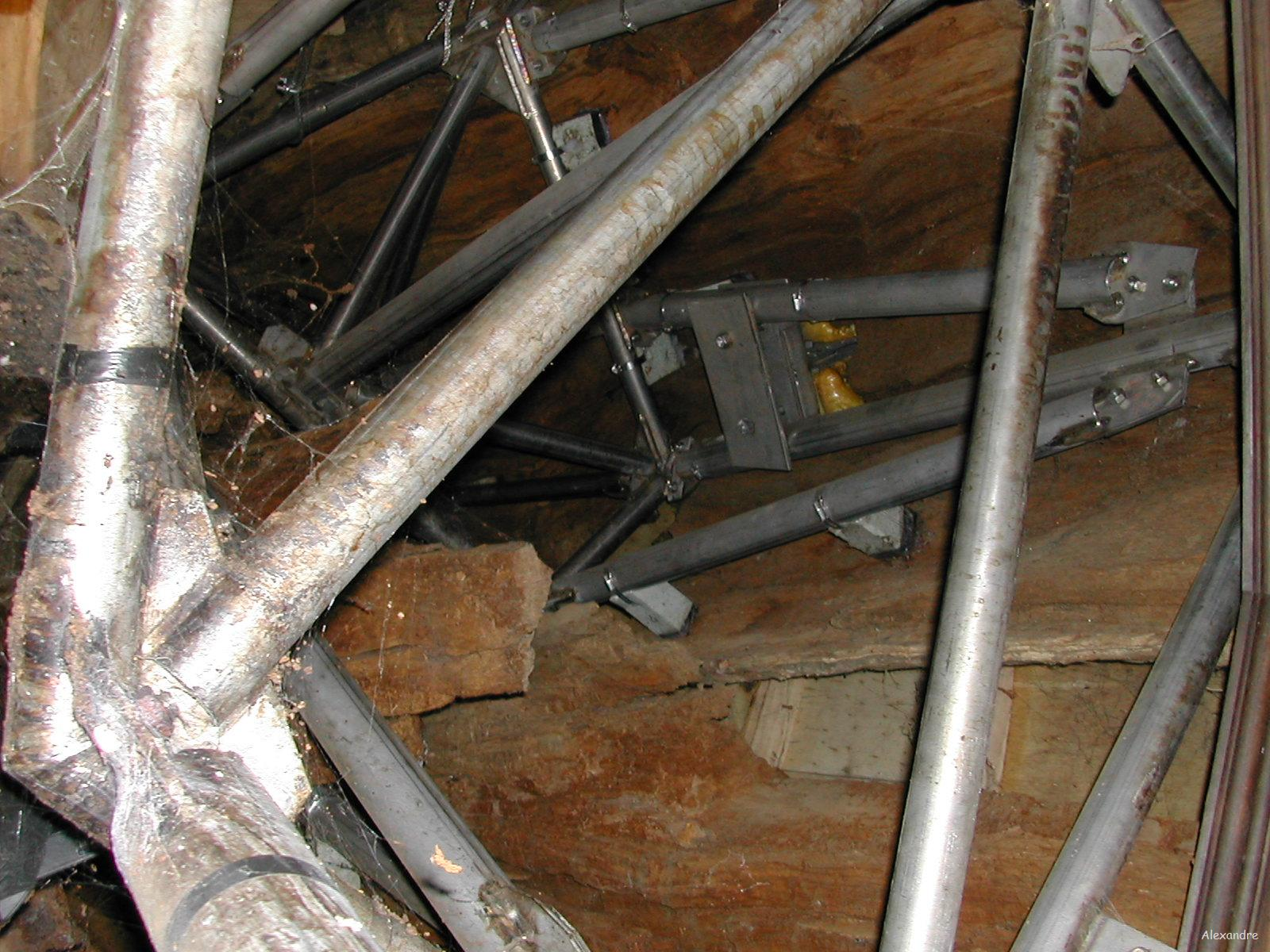
Stabilisierungen im Stamminneren
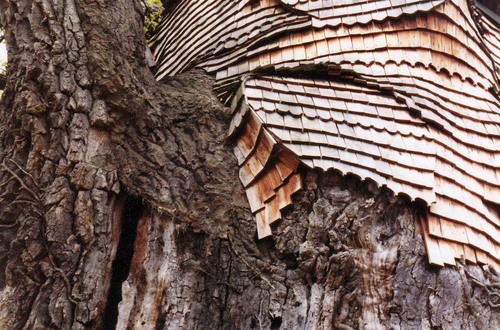
Schindeln am Stamm